# Cooperstown (Wisconsin)
Cooperstown è un comune degli Stati Uniti, situato in Wisconsin, nella Contea di Manitowoc.